# Campionati del mondo di atletica leggera 2009 - 100 metri piani maschili
La gara dei 100 metri piani maschili dei Campionati del mondo di atletica leggera 2009 si è svolta in due giorni: primo e secondo turno il 15 agosto, rispettivamente nella sessione mattutina e pomeridiana, mentre le semifinali e la finale il 16 agosto nella sessione pomeridiana.
Usain Bolt ha vinto la medaglia d'oro ottenendo anche il record mondiale, percorrendo i 100 m in soli 9"58. Medaglia d'argento per Tyson Gay, record nazionale statunitense con 9"71. Bronzo per Asafa Powell con 9"84.

## Podio
| Pos.    | Atleta       | Nazionalità | Prestazione |
| ------- | ------------ | ----------- | ----------- |
| Oro     | Usain Bolt   | Giamaica    | 9"58        |
| Argento | Tyson Gay    | Stati Uniti | 9"71        |
| Bronzo  | Asafa Powell | Giamaica    | 9"84        |

## Record
Dopo la competizione questo è il record aggiornato del mondo (RM) e dei campionati (RC).
| Record                                  | Prestazione | Atleta              | Data                             | Competizione  |
| --------------------------------------- | ----------- | ------------------- | -------------------------------- | ------------- |
| Record mondiale · Record dei campionati | 9"58        | Usain Bolt Giamaica | 16 agosto 2009 Berlino, Germania | Mondiali 2009 |

Prima di questa competizione, il record del mondo (RM) e il record dei campionati (RC) erano i seguenti:
| Record                | Prestazione | Atleta                     | Data                            | Competizione   |
| --------------------- | ----------- | -------------------------- | ------------------------------- | -------------- |
| Record mondiale       | 9"69        | Usain Bolt Giamaica        | 16 agosto 2008 Pechino, Cina    | Olimpiadi 2008 |
| Record dei campionati | 9"80        | Maurice Greene Stati Uniti | 22 agosto 1999 Siviglia, Spagna | Mondiali 1999  |

## Situazione pre-gara
I due atleti più attesi in questa competizione sono il giamaicano Usain Bolt, detentore del record del mondo e campione olimpico in carica, e lo statunitense Tyson Gay, al vertice della graduatoria stagionale di specialità e campione mondiale uscente.

Prima di questa gara, gli atleti con i primi tre tempi dell'anno erano:
| # | Prestazione | Atleta                | Data                                       |
| - | ----------- | --------------------- | ------------------------------------------ |
| 1 | 9"77        | Tyson Gay Stati Uniti | 10 luglio 2009 Roma, Italia                |
| 2 | 9"79        | Usain Bolt Giamaica   | 17 luglio 2009 Parigi Saint-Denis, Francia |
| 3 | 9"88        | Asafa Powell Giamaica | 10 luglio 2009 Roma, Italia                |

In quinta posizione, col tempo di 9"93, il diciannovenne giamaicano Yohan Blake, miglioratosi di più di tre decimi di secondo dal 2008.

### La vicenda Powell
Pochi giorni prima dell'inizio delle gare, è stato reso noto che la federazione di atletica giamaicana aveva chiesto alla IAAF di escludere dal campionato Asafa Powell, assieme ad altre quattro atlete giamaicane, poiché l'atleta, anziché rispondere alla convocazione per il collegiale di allenamento della nazionale giamaicana a Norimberga, ha continuato ad allenarsi a Lignano Sabbiadoro, sua usuale sede di allenamento europea. La situazione è rientrata nel volgere di qualche ora, in seguito alle pressioni esercitate dalla IAAF che hanno portato al ritiro della richiesta di esclusione da parte della federazione giamaicana.

## Risultati
Le qualificazioni si sono svolte in 12 batterie a partire dalle 11.40 CEST del 15 agosto 2009.
Si qualificano per il 2º turno i primi tre classificati di ogni batteria (Q), più gli atleti con i migliori quattro tempi degli atleti inizialmente esclusi (q), per un totale di 40 atleti ammessi al turno successivo.

### Batterie
| Corsia | Atleta                | Nazione            | Tempo (sec) | Note                                     |
| ------ | --------------------- | ------------------ | ----------- | ---------------------------------------- |
| 6      | Michael Frater        | Giamaica           | 10"30       | Q                                        |
| 4      | Arnaldo Abrantes      | Portogallo         | 10"41       | Q                                        |
| 2      | Shintaro Kimura       | Giappone           | 10"47       | Q                                        |
| 7      | Simone Collio         | Italia             | 10"49       |                                          |
| 5      | Matic Osovnikar       | Slovenia           | 10"52       |                                          |
| 3      | Berenger Aymard Bosse | Rep. Centrafricana | 10"55       |                                          |
| 8      | Jack Iroga            | Isole Salomone     | 10"98       | Miglior prestazione personale stagionale |
| 1      | Dominic Carroll       | Gibilterra         | DNF         |                                          |

| Corsia | Atleta                   | Nazione        | Tempo (sec) | Note                          |
| ------ | ------------------------ | -------------- | ----------- | ----------------------------- |
| 4      | Darvis Patton            | Stati Uniti    | 10"26       | Q                             |
| 6      | Emanuele Di Gregorio     | Italia         | 10"35       | Q                             |
| 2      | Masashi Eriguchi         | Giappone       | 10"38       | Q                             |
| 5      | Barakat Al-Harthi        | Oman           | 10"41       |                               |
| 8      | Stefan Schwab            | Germania       | 10"50       |                               |
| 1      | Ali Liaquat              | Pakistan       | 10"64       | Miglior prestazione personale |
| 3      | Oumar Bella Bah          | Guinea         | 11"20       |                               |
| 7      | Delivert Arsene Kimbembe | Rep. del Congo |             | dns                           |

| Corsia | Atleta            | Nazione    | Tempo (sec) | Note                          |
| ------ | ----------------- | ---------- | ----------- | ----------------------------- |
| 8      | Martial Mbandjock | Francia    | 10"28       | Q                             |
| 6      | Obinna Metu       | Nigeria    | 10"38       | Q                             |
| 3      | Asafa Powell      | Giamaica   | 10"38       | Q                             |
| 4      | Aziz Ouhadi       | Marocco    | 10"40       |                               |
| 2      | Derrick Atkins    | Bahamas    | 10"44       |                               |
| 5      | Ivano Bucci       | San Marino | 11"24       |                               |
| 7      | Leon Mengloi      | Palau      | 11"60       | Miglior prestazione personale |

| Corsia | Atleta              | Nazione        | Tempo (sec) | Note                                     |
| ------ | ------------------- | -------------- | ----------- | ---------------------------------------- |
| 6      | Dwain Chambers      | Regno Unito    | 10"18       | Q                                        |
| 1      | Olusoji A. Fasuba   | Nigeria        | 10"31       | Q                                        |
| 5      | Monzavous Edwards   | Stati Uniti    | 10"32       | Q                                        |
| 8      | Ben Youssef Meïté   | Costa d'Avorio | 10"41       |                                          |
| 3      | Shehan Abeypitiyage | Sri Lanka      | 10"53       |                                          |
| 7      | Wilfried Bingangoye | Gabon          | 10"62       |                                          |
| 2      | Mohamed Faisal Ahad | Brunei         | 11"12       | Miglior prestazione personale            |
| 4      | Massoud Azizi       | Afghanistan    | 11"79       | Miglior prestazione personale stagionale |

| Corsia | Atleta              | Nazione                 | Tempo (sec) | Note                          |
| ------ | ------------------- | ----------------------- | ----------- | ----------------------------- |
| 6      | Daniel Bailey       | Antille Olandesi        | 10"26       | Q                             |
| 8      | Jaysuma Saidy Ndure | Norvegia                | 10"35       | Q                             |
| 4      | Adrian Griffith     | Bahamas                 | 10"37       | Q                             |
| 5      | Tobias Unger        | Germania                | 10"42       |                               |
| 2      | Adrian Durant       | Isole Vergini Americane | 10"46       |                               |
| 7      | Jurgen Themen       | Suriname                | 11"24       |                               |
| 3      | Yondan Namelo       | Micronesia              | 11"78       | Miglior prestazione personale |

| Corsia | Atleta                | Nazione           | Tempo (sec) | Note                                     |
| ------ | --------------------- | ----------------- | ----------- | ---------------------------------------- |
| 6      | Christophe Lemaitre   | Francia           | 10"23       | Q                                        |
| 3      | Marc Burns            | Trinidad e Tobago | 10"39       | Q                                        |
| 4      | Dariusz Kuć           | Polonia           | 10"46       | Q                                        |
| 1      | Ryan Moseley          | Austria           | 10"58       |                                          |
| 8      | Franklin Nazareno     | Ecuador           | 10"71       |                                          |
| 5      | Chi Ho Tsui           | Hong Kong         | 10"77       |                                          |
| 2      | Mohamed Masudul Karim | Bangladesh        | 11"32       | Miglior prestazione personale stagionale |
| 7      | Quaski Itaia          | Nauru             | 11"76       | Miglior prestazione personale stagionale |

| Corsia | Atleta                  | Nazione     | Tempo (sec) | Note                                     |
| ------ | ----------------------- | ----------- | ----------- | ---------------------------------------- |
| 4      | Andrew Hinds            | Barbados    | 10"30       | Q                                        |
| 8      | Simeon Williamson       | Regno Unito | 10"34       | Q                                        |
| 6      | Ronald Pognon           | Francia     | 10"35       | Q                                        |
| 7      | Martin Keller           | Germania    | 10"35       | q                                        |
| 5      | Ángel David Rodríguez   | Spagna      | 10"39       | q                                        |
| 1      | Basílio de Moraes       | Brasile     | 10"54       |                                          |
| 3      | Denvil Ruan             | Anguilla    | 11"31       | Miglior prestazione personale            |
| 2      | Soulisack Silisavadymao | Laos        | 11"66       | Miglior prestazione personale stagionale |

| Corsia | Atleta             | Nazione           | Tempo (sec) | Note                                     |
| ------ | ------------------ | ----------------- | ----------- | ---------------------------------------- |
| 5      | Samuel Francis     | Qatar             | 10"21       | Q                                        |
| 6      | Emmanuel Callander | Trinidad e Tobago | 10"24       | Q                                        |
| 7      | Churandy Martina   | Antille Olandesi  | 10"26       | Q                                        |
| 8      | Daniel Grueso      | Colombia          | 10"27       | q                                        |
| 1      | Rolando Palacios   | Honduras          | 10"28       | q                                        |
| 3      | Fernando Lumain    | Indonesia         | 10"76       |                                          |
| 4      | Hussain Haleem     | Maldive           | 11"00       | Record nazionale                         |
| 2      | Suwaibou Sanneh    | Gambia            | 11"02       | Miglior prestazione personale stagionale |

| Corsia | Atleta              | Nazione  | Tempo (sec) | Note                                     |
| ------ | ------------------- | -------- | ----------- | ---------------------------------------- |
| 3      | Usain Bolt          | Giamaica | 10"20       | Q                                        |
| 2      | Gerald Phiri        | Zambia   | 10"30       | Q                                        |
| 5      | Egwero Ogho-Oghene  | Nigeria  | 10"30       | Q                                        |
| 8      | Bryan Barnett       | Canada   | 10"42       |                                          |
| 4      | José Carlos Moreira | Brasile  | 10"55       |                                          |
| 7      | Aisea Tohi          | Tonga    | 11"32       |                                          |
| 6      | Okilani Tinilau     | Tuvalu   | 11"57       | Miglior prestazione personale stagionale |

| Corsia | Atleta           | Nazione           | Tempo (sec) | Note                                     |
| ------ | ---------------- | ----------------- | ----------- | ---------------------------------------- |
| 6      | Richard Thompson | Trinidad e Tobago | 10"36       | Q                                        |
| 1      | Tyrone Edgar     | Regno Unito       | 10"42       | Q                                        |
| 3      | Simon Magakwe    | Sudafrica         | 10"54       | Q                                        |
| 7      | Aziz Zakari      | Ghana             | 10"57       |                                          |
| 2      | Idrissa Sanou    | Burkina Faso      | 10"74       |                                          |
| 4      | Mhadjou Youssouf | Comore            | 10"89       | Miglior prestazione personale stagionale |
| 8      | Desislav Gunev   | Bulgaria          | 11"07       |                                          |
| 5      | Nooa Takooa      | Kiribati          | 11"74       | Miglior prestazione personale stagionale |

| Corsia | Atleta          | Nazione             | Tempo (sec) | Note                          |
| ------ | --------------- | ------------------- | ----------- | ----------------------------- |
| 8      | Tyson Gay       | Stati Uniti         | 10"16       |                               |
| 6      | Kim Collins     | Saint Kitts e Nevis | 10"28       |                               |
| 3      | Fabio Cerutti   | Italia              | 10"36       |                               |
| 7      | Kemar Hyman     | Isole Cayman        | 10"59       |                               |
| 4      | Carlos Jorge    | Rep. Dominicana     | 10"73       |                               |
| 2      | Aaron Victorian | Samoa Americane     | 11"37       | Miglior prestazione personale |
| 5      | Tiraa Arere     | Isole Cook          | 11"55       |                               |

| Corsia | Atleta            | Nazione                       | Tempo (sec) | Note                          |
| ------ | ----------------- | ----------------------------- | ----------- | ----------------------------- |
| 3      | Michael Rodgers   | Stati Uniti                   | 10"25       | Q                             |
| 2      | Naoki Tsukahara   | Giappone                      | 10"28       | Q                             |
| 8      | Adam Harris       | Guyana                        | 10"35       | Q                             |
| 4      | Ramon Gittens     | Barbados                      | 10"47       |                               |
| 6      | Cédric Nabe       | Svizzera                      | 10"51       |                               |
| 5      | Danny D'Souza     | Seychelles                    | 10"92       |                               |
| 1      | Phillip Poznanski | Isole Marshall                | 11"97       | Miglior prestazione personale |
| 7      | Clayton Kenty     | Isole Marianne Settentrionali | 12"29       | Miglior prestazione personale |

### Quarti di finale
I quarti di finale (secondo turno) si sono svolti il 15 agosto a partire dalle 18.50.

Si qualificano alle semifinali i primi tre classificati di ogni serie (Q) e l'atleta con il miglior tempo degli esclusi (q).
| Pos. | Corsia | Atleta               | Nazione           | Tempo | Note |
| ---- | ------ | -------------------- | ----------------- | ----- | ---- |
| 1    | 3      | Dwain Chambers       | Regno Unito       | 10"04 | Q    |
| 2    | 4      | Richard Thompson     | Trinidad e Tobago | 10"08 | Q    |
| 3    | 5      | Martial Mbandjock    | Francia           | 10"22 | Q    |
| 4    | 6      | Emanuele Di Gregorio | Italia            | 10"26 |      |
| 5    | 8      | Adam Harris          | Guyana            | 10"39 |      |
| 6    | 7      | Arnaldo Abrantes     | Portogallo        | 10"40 |      |
| 7    | 2      | Martin Keller        | Germania          | 10"40 |      |
| 8    | 1      | Masashi Eriguchi     | Giappone          | 10"45 |      |

| Pos. | Corsia | Atleta              | Nazione     | Tempo | Note                                     |
| ---- | ------ | ------------------- | ----------- | ----- | ---------------------------------------- |
| 1    | 6      | Mike Rodgers        | Stati Uniti | 10"01 | Q                                        |
| 2    | 7      | Tyrone Edgar        | Regno Unito | 10"12 | Q                                        |
| 3    | 4      | Naoki Tsukahara     | Giappone    | 10"15 | Q                                        |
| 4    | 5      | Gerald Phiri        | Zambia      | 10"16 | q                                        |
| 5    | 8      | Egwero Ogho-Oghene  | Nigeria     | 10"19 | Miglior prestazione personale stagionale |
| 6    | 1      | Simon Magakwe       | Sudafrica   | 10"71 |                                          |
| -    | 2      | Daniel Grueso       | Colombia    | dq    |                                          |
| -    | 3      | Christophe Lemaitre | Francia     | dq    |                                          |

| Pos. | Corsia | Atleta          | Nazione             | Tempo | Note |
| ---- | ------ | --------------- | ------------------- | ----- | ---- |
| 1    | 1      | Asafa Powell    | Giamaica            | 9"95  | Q    |
| 2    | 3      | Darvis Patton   | Stati Uniti         | 10"05 | Q    |
| 3    | 8      | Marc Burns      | Trinidad e Tobago   | 10"12 | Q    |
| 4    | 5      | Kim Collins     | Saint Kitts e Nevis | 10"20 |      |
| 5    | 6      | Samuel Francis  | Qatar               | 10"20 |      |
| 6    | 4      | Olusoji Fasuba  | Nigeria             | 10"25 |      |
| 7    | 7      | Ronald Pognon   | Francia             | 10"27 |      |
| 8    | 2      | Shintaro Kimura | Giappone            | 10"54 |      |

| Pos. | Corsia | Atleta                | Nazione     | Tempo | Note                                     |
| ---- | ------ | --------------------- | ----------- | ----- | ---------------------------------------- |
| 1    | 6      | Tyson Gay             | Stati Uniti | 9"98  | Q                                        |
| 2    | 5      | Michael Frater        | Giamaica    | 10"09 | Q                                        |
| 3    | 3      | Jaysuma Saidy Ndure   | Norvegia    | 10"16 | Q                                        |
| 4    | 4      | Andrew Hinds          | Barbados    | 10"23 |                                          |
| 5    | 1      | Adrian Griffith       | Bahamas     | 10"28 |                                          |
| 6    | 7      | Obinna Metu           | Nigeria     | 10"36 |                                          |
| 7    | 8      | Fabio Cerutti         | Italia      | 10"37 |                                          |
| 8    | 2      | Ángel David Rodríguez | Spagna      | 10"39 | Miglior prestazione personale stagionale |

| Pos. | Corsia | Atleta             | Nazione           | Tempo | Note                                     |
| ---- | ------ | ------------------ | ----------------- | ----- | ---------------------------------------- |
| 1    | 3      | Daniel Bailey      | Antigua e Barbuda | 10"02 | Q                                        |
| 2    | 4      | Usain Bolt         | Giamaica          | 10"03 | Q                                        |
| 3    | 7      | Monzavous Edwards  | Stati Uniti       | 10"15 | Q                                        |
| 4    | 8      | Churandy Martina   | Antille Olandesi  | 10"19 |                                          |
| 5    | 5      | Simeon Williamson  | Regno Unito       | 10"23 |                                          |
| 6    | 2      | Rolando Palacios   | Honduras          | 10"24 | Miglior prestazione personale stagionale |
| 7    | 6      | Emmanuel Callander | Trinidad e Tobago | 10"27 |                                          |
| 8    | 1      | Dariusz Kuć        | Polonia           | 10"38 |                                          |

### Semifinali
Le semifinali si sono svolte il 16 agosto a partire dalle 19.10.

Si qualificano alla finale i primi quattro classificati di ogni serie.
| Pos. | Corsia | Atleta              | Nazione           | Tempo | Note |
| ---- | ------ | ------------------- | ----------------- | ----- | ---- |
| 1    | 6      | Usain Bolt          | Giamaica          | 9"89  | Q    |
| 2    | 4      | Daniel Bailey       | Antigua e Barbuda | 9"96  | Q    |
| 3    | 3      | Darvis Patton       | Stati Uniti       | 9"98  | Q    |
| 4    | 8      | Marc Burns          | Trinidad e Tobago | 10"01 | Q    |
| 5    | 5      | Mike Rodgers        | Stati Uniti       | 10"04 |      |
| 6    | 1      | Martial Mbandjock   | Francia           | 10"18 |      |
| 7    | 2      | Jaysuma Saidy Ndure | Norvegia          | 10"20 |      |
| -    | 7      | Tyrone Edgar        | Regno Unito       | dq    |      |

| Pos. | Corsia | Atleta            | Nazione           | Tempo | Note |
| ---- | ------ | ----------------- | ----------------- | ----- | ---- |
| 1    | 5      | Tyson Gay         | Stati Uniti       | 9"93  | Q    |
| 2    | 4      | Asafa Powell      | Giamaica          | 9"95  | Q    |
| 3    | 3      | Richard Thompson  | Trinidad e Tobago | 9"98  | Q    |
| 4    | 6      | Dwain Chambers    | Regno Unito       | 10"04 | Q    |
| 5    | 7      | Michael Frater    | Giamaica          | 10"14 |      |
| 6    | 2      | Monzavous Edwards | Stati Uniti       | 10"14 |      |
| 7    | 1      | Gerald Phiri      | Zambia            | 10"19 |      |
| 8    | 8      | Naoki Tsukahara   | Giappone          | 10"25 |      |

### Finale
La finale si è svolta il 16 agosto alle ore 21.35.

| Pos. | Corsia | Nome             | Nazionalità       | Tempo | Note                                     |
| ---- | ------ | ---------------- | ----------------- | ----- | ---------------------------------------- |
|      | 4      | Usain Bolt       | Giamaica          | 9"58  | Record mondiale                          |
|      | 5      | Tyson Gay        | Stati Uniti       | 9"71  | Record nazionale                         |
|      | 6      | Asafa Powell     | Giamaica          | 9"84  | Miglior prestazione personale stagionale |
| 4    | 3      | Daniel Bailey    | Antigua e Barbuda | 9"93  |                                          |
| 5    | 8      | Richard Thompson | Trinidad e Tobago | 9"93  | Miglior prestazione personale stagionale |
| 6    | 1      | Dwain Chambers   | Regno Unito       | 10"00 | Miglior prestazione personale stagionale |
| 7    | 2      | Marc Burns       | Trinidad e Tobago | 10"00 | Miglior prestazione personale stagionale |
| 8    | 7      | Darvis Patton    | Stati Uniti       | 10"34 |                                          |